# Resolution 1720 des UN-Sicherheitsrates
Die Resolution 1720 des UN-Sicherheitsrates ist eine Resolution, mit welcher der Sicherheitsrat der Vereinten Nationen seine Bemühungen fortsetzte, im Gebiet Westsahara ein Referendum und eine dauerhafte politische Lösung herbeizuführen. Der Sicherheitsrat berief sich auf seine vorherigen Resolutionen zu dieser Problematik, unter anderem auf die Resolutionen 1495, 1541 und 1675. Die Resolution war auf der 5560. Sitzung einstimmig angenommen worden.
Mit der Resolution werden die Mitgliedsstaaten der Vereinten Nationen aufgefordert, Mittel zur Zusammenführung von durch die Auseinandersetzungen zwischen Marokko und der Volksfront für die Befreiung von Saguia el-Hamra und Rio de Oro (POLISARIO) getrennten Familien bereitzustellen. Die Resolution fordert beide Konfliktparteien auch auf, die nächsten sechs Monate zu nutzen, um den fünfzehnjährigen Stillstand zu beenden und die Verhandlungen wieder in Gang zu bringen.
Während der Sitzung hat allerdings der Abgesandte der Vereinigten Staaten den Generalsekretär aufgefordert, für den Fall, dass Mission des Nations Unies pour l’organisation d’un référendum au Sahara occidental (MINURSO) weiterhin erfolglos in seinen Bemühungen bleibe, die Auflösung dieser Mission vorzubereiten.
Durch die Resolution wurde das Mandat von MINURSO bis zum 30. April 2007 verlängert und den Generalsekretär aufgefordert, vor Ablauf des Mandates Bericht zu erstatten. Die Resolution wurde am 31. Oktober 2006 während der 5560. Sitzung des Sicherheitsrates einstimmig angenommen.